# Ben Healy
Ben Healy (* 11. September 2000 in Kingswinford) ist ein irischer Radrennfahrer.

## Sportliche Laufbahn
Ben Healy begann bereits in jungen Jahren mit dem Radsport und absolvierte seine ersten Rennen auf einer Radrennbahn in Halesowen. Später legte er seinen Fokus jedoch vermehrt auf den Mountainbike-Sport und war Teil der British Cycling Olympic Development Academy, die ihn jedoch in den Junioren-Jahren nicht weiter unterstützte. Daraufhin orientierte sich der in England geborene Healy nach Irland, wo sein Vater geboren worden war. Die irische Lizenz eröffnete ihm so neue Möglichkeiten, sich als Radsportler zu entwickeln.
Als Junior gewann Healy eine Etappe der SPIE Internationale Junioren Driedaagse und wurde irischer Meister im Einzelzeitfahren. Als U23-Fahrer fuhr Healy für das Team Wiggins Le Col und Trinity Racing Team. Er gewann jeweils eine Etappe bei der Tour de l’Avenir 2019, Ronde de l’Isard 2020 und dem U23 Giro 2021. Zudem wurde er im Jahr 2020 irischer U23-Meister im Zeitfahren und sicherte sich wenige Tage später den nationalen Titel im Straßenrennen der Elite.

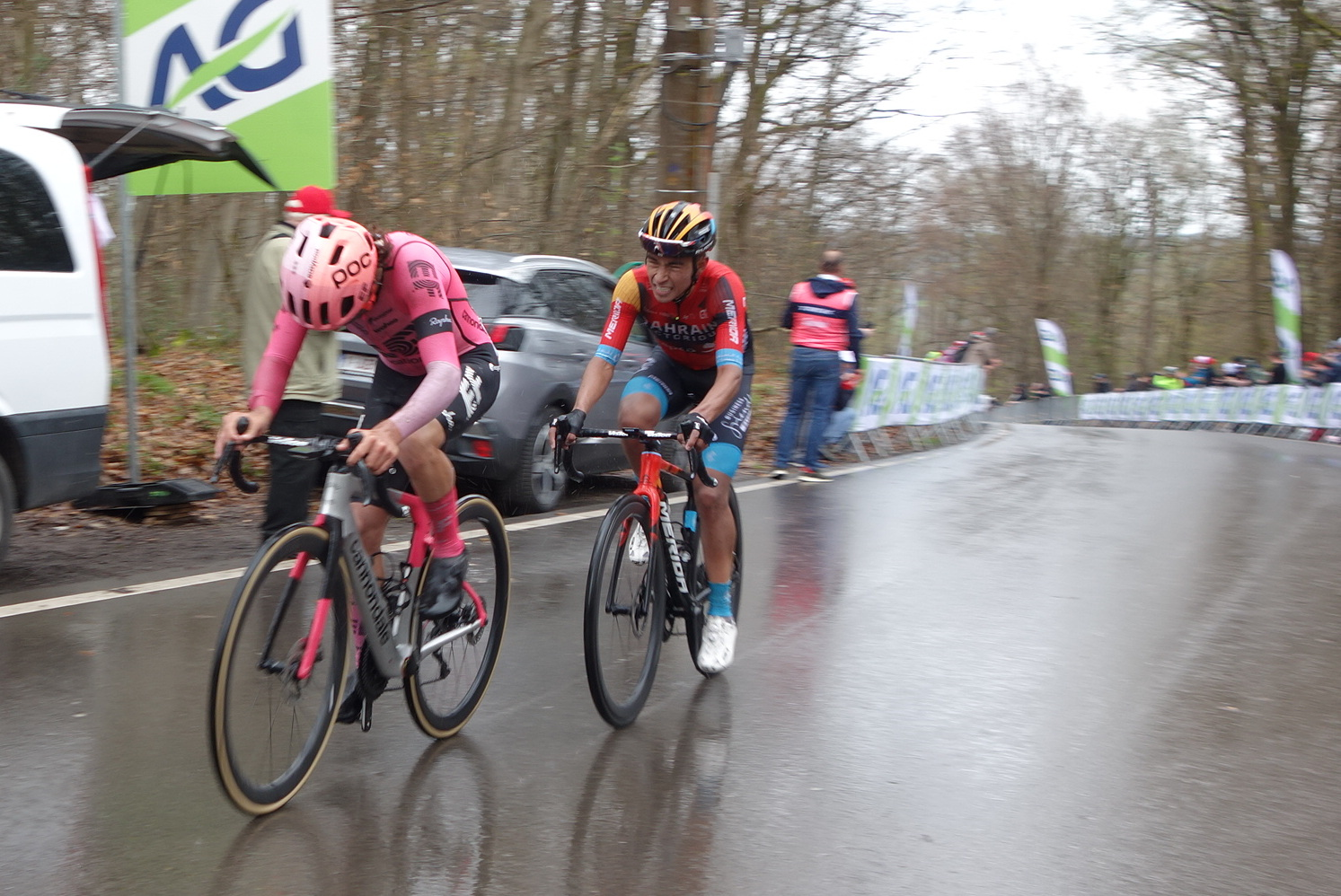
Ben Healy (links) und Santiago Buitrago (rechts) bei Lüttich–Bastogne–Lüttich 2023

2022 ging Healy im Alter von 21 Jahren für das UCI WorldTour EF Education-EasyPost an den Start. In seiner ersten Saison holte er auch den irischen Meistertitel im Zeitfahren, konnte sonst jedoch kein Rennen gewinnen. Im Frühjahr des Jahres 2023 gewann er eine Etappe der Settimana Internazionale Coppi e Bartali und setzte sich als Dritter der Gesamtwertung in der Nachwuchswertung durch. Nach einem Sieg bei dem italienischen Eintagesrennen Gran Premio Industria & Artigianato gewann er die Nachwuchswertung der Région Pays de la Loire Tour und ging im Anschluss in Vorbereitung auf die Ardennen-Klassikern beim Brabantse Pijl an den Start, wo er sich gemeinsam mit Dorian Godon absetzte, den Zielsprint jedoch verlor. Beim anschließenden Amstel Gold Race wurde er hinter Tadej Pogačar erneut Zweiter. Nach Platz 32 beim Flèche Wallonne ging Healy als Mitfavorit bei Lüttich–Bastogne–Lüttich an den Start. Im Sprint um die beiden verbliebenen Podiumsplätze musste er sich jedoch geschlagen geben und wurde so bei seinem ersten Monument des Radsports Vierter. Nach seinen guten Leistungen ging er mit dem Giro d’Italia 2023 erstmals bei einer Grand Tour an den Start und gewann die 8. Etappe, nachdem er die letzten 50 Kilometer als Solist absolviert hatte. Im weiteren Verlauf wurde Healy Zweiter der 15. Etappe, führte für zwei Tage die Bergwertung an und wurde 55. des Gesamtklassements. Im Juni wurde er ein zweites Mal irischer Meister im Straßenrennen und gewann am Ende der Saison eine Etappe der Luxemburg-Rundfahrt.
Zu Beginn der Saison 2024 folgten vierte Gesamtränge beim Étoile de Bessèges und der Algarve-Rundfahrt. Bei der Strade Bianche belegte Ben Healy den zwölften Platz. Im Juni gewann er eine Etappe der Slowenien-Rundfahrt. Sein bestes Resultat in der Tour de France 2024 hatte er auf der 9. Etappe, die sich auf Schotterwegen rund um Troyes abspielte. Er war hier Teil der Spitzengruppe, die um den Etappensieg kämpfte; im Sprint kam er auf den fünften Platz. Nachdem er seine erste Tour de France auf dem 27. Gesamtrang beendet hatte, ging er im Trikot der irischen Nationalmannschaft bei den Olympischen Spielen von Paris und bei den Straßenradsport-Weltmeisterschaften von Zürich an den Start. Bei beiden Wettkämpfen fuhr er im Straßenrennen als Zehnter bzw. Siebter in die Top 10.
Im Jahr 2025 wurde Ben Healy Vierter der Strade Bianche und gewann im Vorfeld der Ardennen-Klassiker eine Etappe der Baskenland-Rundfahrt. Dabei setzte er sich mehr als 50 Kilometer vor dem Ziel von der Ausreißergruppe ab und erreichte das Ziel als Solist mit einem Vorsprung von fast zwei Minuten. Bei der 10. Etappe der Tour de France 2025 holte er das Gelbe Trikot. In der Endabrechnung wurde er zum Kämpferischsten Fahrer der Tour erklärt (Sieger Prix de la combativité).

## Erfolge
2017
- Bergwertung und Nachwuchswertung  Giro di Basilicata
- Nachwuchswertung Ronde des Vallées

2018
- SPIE Internationale Juniorendriedaagse
- Irischer Meister – Einzelzeitfahren (Junioren)

2019
- eine Etappe Tour de l’Avenir

2020
- eine Etappe Ronde de l’Isard
- Irischer Meister – Einzelzeitfahren (U23)
- Irischer Meister – Straßenrennen

2021
- eine Etappe Giro Ciclistico d’Italia

2022
- Irischer Meister – Einzelzeitfahren

2023
- eine Etappe und Nachwuchswertung Settimana Internazionale Coppi e Bartali
- Gran Premio Industria & Artigianato
- eine Etappe Région Pays de la Loire Tour
- eine Etappe Giro d’Italia
- Irischer Meister – Straßenrennen
- eine Etappe Luxemburg-Rundfahrt

2024
- eine Etappe Slowenien-Rundfahrt

2025
- eine Etappe Baskenland-Rundfahrt
- 6. Etappe Tour de France

## Wichtige Platzierungen
| Grand Tour            | 2022 | 2023 | 2024 | 2025 |
| --------------------- | ---- | ---- | ---- | ---- |
| Giro d’ItaliaGiro     | –    | 55   | –    | –    |
| Tour de FranceTour    | –    | –    | 27   | 9    |
| Vuelta a EspañaVuelta | –    | –    | –    |      |

| Monument                 | 2022 | 2023 | 2024 | 2025 |
| ------------------------ | ---- | ---- | ---- | ---- |
| Mailand–Sanremo          | –    | –    | –    | –    |
| Flandern-Rundfahrt       | –    | –    | –    | –    |
| Paris–Roubaix            | –    | –    | –    | –    |
| Lüttich–Bastogne–Lüttich | DNF  | 4    | 27   | 3    |
| Lombardei-Rundfahrt      | –    | –    | 49   |      |